# CFU Club Championship 2016
Navigation
Édition précédente Édition suivante
Le CFU Club Championship 2016 est la dix-huitième édition de cette compétition. Elle se dispute entre plusieurs équipes provenant des associations de l'Union caribéenne de football.
Les trois meilleures équipes se qualifient pour la Ligue des champions de la CONCACAF 2016-2017.
C'est une nouvelle fois une équipe de Trinité-et-Tobago, le Central FC, qui remporte la compétition, après avoir battu leurs compatriotes du W Connection FC pour la deuxième année consécutive. Les Haïtiens du Don Bosco FC terminent sur le podium et obtiennent également leur billet pour la Ligue des champions 2016-2017.

## Participants
La compétition est ouverte à tous les champions et vice-champions des championnats membres de la CFU s'étant terminés avant la fin 2015. Les inscriptions pour tous les clubs intéressés se sont closes le 31 décembre 2015. La CONCACAF a décidé d'élargir les critères d'admission et le tournoi n'est désormais plus limité aux équipes professionnelles, les clubs amateurs peuvent donc s'inscrire pour cette compétition.
Un total de 14 équipes, provenant de 8 associations de la CFU, entrent dans la compétition. Le tableau des clubs participants est donc le suivant :
| Nation            | Club                       | Qualification                                 |
| ----------------- | -------------------------- | --------------------------------------------- |
| Bermudes          | Somerset Trojans           | Champion des Bermudes 2014-2015               |
| Îles Caïmans      | Scholars International     | Champion des îles Caïmans 2014-2015           |
| Rép. dominicaine  | CA Pantoja                 | Champion de République dominicaine 2015       |
| Rép. dominicaine  | Atlántico FC               | Vice-champion de République dominicaine 2015  |
| Guadeloupe        | CS Moulien                 | Champion de Guadeloupe 2014-2015              |
| Guadeloupe        | La Gauloise de Basse-Terre | Vice-champion de Guadeloupe 2014-2015         |
| Haïti             | Don Bosco FC               | Vainqueur du Tournoi d'ouverture d'Haïti 2015 |
| Haïti             | América FCC                | Second du Tournoi d'ouverture d'Haïti 2015    |
| Jamaïque          | Arnett Gardens FC          | Champion de Jamaïque 2014-2015                |
| Jamaïque          | Montego Bay United FC      | Vice-champion de Jamaïque 2014-2015           |
| Suriname          | Inter Moengotapoe          | Champion du Suriname 2014-2015                |
| Suriname          | SV Notch                   | Vice-champion du Suriname 2014-2015           |
| Trinité-et-Tobago | Central FC                 | Champion de Trinité-et-Tobago 2014-2015       |
| Trinité-et-Tobago | W Connection FC            | Vice-champion de Trinité-et-Tobago 2014-2015  |

| Suriname : Inter Moengotapoe SV Notch CS Moulien La Gauloise de Basse-Terre Montego Bay United FC Arnett Gardens FC W Connection FC Central FC Don Bosco FC América FCC Somerset Trojans Scholars International CA Pantoja Atlántico FC |

Les fédérations suivantes n'ont pas présenté d'équipe lors de cette édition de la compétition :
| - Anguilla - Antigua-et-Barbuda - Aruba - Bahamas - Barbade - Bonaire - Îles Vierges américaines - Îles Vierges britanniques | - Cuba - Curaçao - Dominique - Guyana - Guyane française - Grenade - Martinique - Montserrat | - Porto Rico - Saint-Christophe-et-Niévès - Sainte-Lucie - Saint-Martin - Saint-Vincent-et-les-Grenadines - Sint Maarten - Îles Turques-et-Caïques |

## Calendrier
| Phase de groupes (2016)          |                                                       |    |        |
| Journées 1 Journées 2 Journées 3 | 24 février-2 mars 26 février-6 mars 28 février-6 mars | 14 | 14 à 4 |
| Phase finale (2016)              |                                                       |    |        |
| Demi-finales                     | 29 avril                                              | 4  | 4 à 2  |
| Finale                           | 1er mai                                               | 2  | 2 à 1  |

## Phase de groupes
Les vainqueurs de chaque groupes sont directement qualifiés pour la suite de la compétition.

### Groupe 1
Les matchs se jouent au Stade Ato-Boldon de Couva à Trinité-et-Tobago.
| Rang | Équipe            | Pts | J | G | N | P | Bp | Bc | Diff |
| ---- | ----------------- | --- | - | - | - | - | -- | -- | ---- |
| 1    | W Connection FC   | 9   | 3 | 3 | 0 | 0 | 12 | 4  | +8   |
| 2    | Inter Moengotapoe | 6   | 3 | 2 | 0 | 1 | 5  | 5  | 0    |
| 3    | Atlántico FC      | 3   | 3 | 1 | 0 | 2 | 6  | 5  | +1   |
| 4    | CS Moulien        | 0   | 3 | 0 | 0 | 3 | 3  | 12 | -9   |

| Résultats (▼dom., ►ext.) |  |     |     |     |
| Atlántico FC             |  | 2-4 | 4-0 | 0-1 |
| W Connection FC          |  |     | 5-1 | 3-1 |
| CS Moulien               |  |     |     | 2-3 |
| Inter Moengotapoe        |  |     |     |     |

### Groupe 2
Les matchs se jouent au Stade Sylvio-Cator de Port-au-Prince en Haïti.
| Rang | Équipe                     | Pts | J | G | N | P | Bp | Bc | Diff |
| ---- | -------------------------- | --- | - | - | - | - | -- | -- | ---- |
| 1    | Don Bosco FC               | 6   | 2 | 2 | 0 | 0 | 8  | 1  | +7   |
| 2    | La Gauloise de Basse-Terre | 3   | 2 | 1 | 0 | 1 | 5  | 4  | +1   |
| 3    | Somerset Trojans           | 0   | 2 | 0 | 0 | 2 | 1  | 9  | -8   |

| Résultats (▼dom., ►ext.)   |  |     |     |
| Don Bosco FC               |  | 3-1 | 5-0 |
| La Gauloise de Basse-Terre |  |     | 4-1 |
| Somerset Trojans           |  |     |     |

### Groupe 3
Les matchs se jouent au Montego Bay Sports Complex de Montego Bay en Jamaïque.
| Rang | Équipe                 | Pts | J | G | N | P | Bp | Bc | Diff |
| ---- | ---------------------- | --- | - | - | - | - | -- | -- | ---- |
| 1    | Central FC             | 6   | 2 | 2 | 0 | 0 | 7  | 0  | +7   |
| 2    | Montego Bay United FC  | 3   | 2 | 1 | 0 | 1 | 4  | 1  | +3   |
| 3    | Scholars International | 0   | 2 | 0 | 0 | 2 | 0  | 10 | -10  |

| Résultats (▼dom., ►ext.) |  |     |     |
| Central FC               |  | 1-0 | 6-0 |
| Montego Bay United FC    |  |     | 4-0 |
| Scholars International   |  |     |     |

### Groupe 4
Les matchs se jouent au Stade olympique Félix Sánchez de Saint-Domingue en République dominicaine.
| Rang | Équipe            | Pts | J | G | N | P | Bp | Bc | Diff |
| ---- | ----------------- | --- | - | - | - | - | -- | -- | ---- |
| 1    | Arnett Gardens FC | 9   | 3 | 3 | 0 | 0 | 12 | 4  | +8   |
| 2    | CA Pantoja        | 6   | 3 | 2 | 0 | 1 | 4  | 1  | +3   |
| 3    | América FCC       | 3   | 3 | 1 | 0 | 2 | 1  | 4  | -3   |
| 4    | SV Notch          | 0   | 3 | 0 | 0 | 3 | 4  | 12 | -8   |

| Résultats (▼dom., ►ext.) |  |     |     |     |
| América FCC              |  | 0-3 | 1-0 | 0-1 |
| Arnett Gardens FC        |  |     | 8-4 | 1-0 |
| SV Notch                 |  |     |     | 0-3 |
| CA Pantoja               |  |     |     |     |

## Phase finale
Les matchs se jouent au Stade Sylvio-Cator de Port-au-Prince en Haïti.

### Tableau
|  | Demi-finales      | Demi-finales | Demi-finales    |   |      | Finale            | Finale | Finale |  |
|  |                   |              |                 |   |      |                   |        |        |  |
|  | 29 avril 2016     |              |                 |   |      |                   |        |        |  |
|  |                   |              |                 |   |      |                   |        |        |  |
|  | W Connection FC   | 2            |                 |   |      |                   |        |        |  |
|  | W Connection FC   | 2            | 1er mai 2016    |   |      |                   |        |        |  |
|  | Arnett Gardens FC | 0            |                 |   |      |                   |        |        |  |
|  | Arnett Gardens FC | 0            | W Connection FC | 0 |      |                   |        |        |  |
|  | 29 avril 2016     |              | W Connection FC | 0 |      |                   |        |        |  |
|  |                   | Central FC   | 3               |   |      |                   |        |        |  |
|  | Don Bosco FC      | Central FC   | 3               | 0 | 1(2) |                   |        |        |  |
|  | Don Bosco FC      |              |                 | 0 | 1(2) |                   |        |        |  |
|  | Central FC        | 0            | 1(4)            |   |      |                   |        |        |  |
|  | Central FC        | 0            | 1(4)            |   |      |                   |        |        |  |
|  |                   |              |                 |   |      | 3e Place          |        |        |  |
|  |                   |              |                 |   |      | 1er mai 2016      |        |        |  |
|  |                   |              |                 |   |      | Arnett Gardens FC | 0      |        |  |
|  |                   |              |                 |   |      | Don Bosco FC      | 2      |        |  |

### Demi-finales
| 29 avril 2016 | W Connection FC                         | 2 – 0 | Arnett Gardens FC | Stade Sylvio-Cator, Port-au-Prince |                             |
| 16:30         | Alvin Jones 2e · Shahdon Winchester 45e |       |                   | Arbitrage : Wilson Da Costa        | Arbitrage : Wilson Da Costa |
| 16:30         | Rapport                                 |       |                   | Arbitrage : Wilson Da Costa        | Arbitrage : Wilson Da Costa |

| 29 avril 2016 | Don Bosco FC                                                | 1 – 1 (a.p.)      | Central FC                                                 | Stade Sylvio-Cator, Port-au-Prince |                          |
| 19:00         | Kerlins Georges 104e (pen.)                                 |                   | Sean de Silva 93e                                          | Arbitrage : Kimbell Ward           | Arbitrage : Kimbell Ward |
| 19:00         | Rapport                                                     |                   |                                                            | Arbitrage : Kimbell Ward           | Arbitrage : Kimbell Ward |
| 19:00         | Kerlins Georges · Jaafson Origène · Ricardo Adé · Dumy Fédé | Tirs au but 2 – 4 | Jason Marcano · Ricardo John · Andre Etienne · Leston Paul | Arbitrage : Kimbell Ward           | Arbitrage : Kimbell Ward |

### Rencontre pour la troisième place
La rencontre pour la troisième place permet de déterminer la dernière équipe se qualifiant pour la Ligue des champions de la CONCACAF 2016-2017.
| 1er mai 2016 | Arnett Gardens FC | 0 – 2 | Don Bosco FC                                | Stade Sylvio-Cator, Port-au-Prince |                             |
| 16:30        |                   |       | Venel Saint-Fort 27e · Folson Philemond 59e | Arbitrage : Sherwin Johnson        | Arbitrage : Sherwin Johnson |

### Finale
Les deux équipes finalistes sont qualifiées pour la Ligue des champions de la CONCACAF 2016-2017.
| 1er mai 2016 | W Connection FC | 0 – 3 | Central FC                                                 | Stade Sylvio-Cator, Port-au-Prince |                           |
| 19:00        |                 |       | Marcus Joseph 5e · Jason Marcano 90e · Darren Mitchell 90e | Arbitrage : Javier Santos          | Arbitrage : Javier Santos |

| Champion des Caraïbes 2016 |
| -------------------------- |
| Central FC 2e titre        |